# Beilicati di Canik
I beilicati di Canik (in turco Canik beylikleri) sono una denominazione data a un gruppo di piccoli principati turcomanni nell'Anatolia settentrionale durante il XIV e il XV secolo. A. Bryer collega il toponimo Chanik con il nome "Chani" uno dei nome del popolo Laz.

## Sfondo
Dopo la battaglia di Kösedağ nel 1243, gli Ilkhanidi mongoli raggiunsero l'egemonia sull'Anatolia. I sultani selgiuchidi divennero i "burattini" degli Ilkhanidi. Gli ex generali dei Selgiuchidi e delle tribù turkmene all'interno del regno dei Selgiuchidi accettarono la sovranità degli Ilkhanidi e si stabilirono come principati semi indipendenti chiamati beilicati. Tuttavia, la regione centrale del Mar Nero in Anatolia mancava di un capo dominante, ed emeresero una serie di beilicati emerse, governati dai membri della stessa famiglia. Questi beilicati erano più piccoli di quelli delle altre regioni dell'Anatolia ed erano vassalli nominali degli Eretnidi. Vivevano in una guerra frequente e la loro storia è molto turbolenta. Gli storici li chiamano globalmente beilicati di Canik. (Ad oggi Canik è il nome di un sistema montuoso nella regione del Mar Nero centrale, nonché uno dei comuni di secondo livello del Grande Samsun)

## I Beilicati
Nella tabella seguente i nomi di solito si riferiscono al fondatore del beilicati, (dove il suffisso "... oğulları" significa "figli di") a eccezione di Bafra che è il nome della capitale del beilicato.
| Nome del Beilicato | Capitale | Termine |
| ------------------ | -------- | ------- |
| Beilicato di Bafra | Bafra    | 1460    |
| Hacıemiroğulları   | Mesudiye | 1427    |
| Kubatoğulları      | Ladik    | 1428    |
| Kutluşah           | Amasya   | 1381    |
| Tacettinoğulları   | Niksar   | 1415    |
| Taşanoğulları      | Merzifon | 1398    |

Tutti i beilicati furono incorporati nell'Impero ottomano.

## I monarchi
Alcuni membri delle dinastie sono:
Kutluşah:
- Hacı Kutlu Şah Bey (1340-1361)
- Hacı Şâdgeldi Bey (1361-1381)
- Fahrüddîn Ahmed Bey (1381-1393)

Tacettinoğulları (Tâcüddînoğulları):
- Tâcüddîn Doğan Şah (1308-1346)
- Tâcüddîn Bey (1346-1387)
- Mahmud Çelebi (1387-1423)
- Hüsâmüddîn Hasan Bey (1423-1425)

Hacıemiroğulları (Bayramoğulları):
- Hacı Bayram Bey (1313-1331)
- Hacı Emir Bey (1331-1361)
- Süleyman Bey (1386-1392)